# محمد محمود ولد ودادي
محمد محمود ولد ودادي دبلوماسي وسياسي و كاتب ومؤرخ موريتاني ( 1941 م الرشيد ولاية تكانت).

## نشأته
ولد في مدينة الرشيد وحيد أبيه وأمه توفي عنه أبوه وهو صغير، حفظ القرآن ودرس رسمه ومبادئ اللغة العربية في ربوع أهله في محضرة أبناء عمومته وكذلك على بعض المشائخ الآخرين مثل محمد ولد ديداه و سالم ولد حين الجكنيان رحمهم الله.
سنة 1957 اتجه إلى مدينة بوتلميت رغم البعد والظروف القاسية وشظف العيش دخل مدرستها المعروفة بمعهد بوتلميت بعد إجراءه امتحان شفهي لتحديد المستوى إلى إعدادية هذا المعهد و الذي أنشأه عبدالله ولد الشيخ سيديا بالتعاون مع الفرنسيين, يومها كان مديره اسحاق ولد محمد ولد الشيخ سيدي , كان من أساتذته في هذا المعهد مجموعة من علماء موريتانيا المشهورين من ضمنهم محمد عالي ولد عدود و أخوه محمد يحي ولد عدود و المختار ولد حامد و هارون ولد الشيخ سيدي و الدنبجة ولد معاوية و أحمد ولد مولود ولد داداه و محمد ولد ابومدينة الديماني .
ختم هذا المعهد قبيل الاستقلال سنتة 1960 م بشهادة التخرج التي تعادل في قيمتها شهادة الباكلوريا.

## تاريخه المهني
بدأ العمل في إذاعة موريتان الوليدة عند انتقالها من السينغال إلى نواكشوط حيث تولى نقل وقائع حفل الاستقلال باللغة العربية لأول مرة، ويعد عقد العمل في مختلف إدارات الإذاعة عين وفي سنة فبراير سنة 1970 مديرا لها وشهدت الإذاعة في عهده تطورا وازدهارا ملحوظا  حيث تم توسيع وقت بثها وأصبحت إدارة مستقلة ماليا وتم إستحداث قسم البلاغات و الإتصالات الشعبية الذي كان يقدمه على على مدى سنوات طيلة الصحفي اللامع محمد الإمين و لد آگاط رحمه الله.
كان ولد ودادي من ضمن أول وفد موريتاني يسافر مباشرة بعد الاستقلال إلى القاهرة و يستقبل من طرف الرئيس الراحل جمال عبد الناصر و هو بالمناسبة أول صحافي أذاع خبر وفاته بعد ذلك سنة 1970 م.
بداية من 1976 م عين ولد ودادي سفيرا في ليبيا وهنالك إلتقي الزعيم الشيعي موسي الصدر الذي اختفي اعواما بعد ذلل في ظروف غامضة وقد طلبه القضاء اللبناني للإدلاء بشاهد في القضية  بعد مقتل القذافي .
عين بعد ذلك سفيرا في دمشق ثم وزيرا بعد ذلك.

## أعماله الإدبية

### ترجماته
ترجم للمؤرخ الفرنسي بول مارتي بعض الكتب تتعلق بتاريخ تاريخ المجتمع الموريتاني.
• كتاب كنته الشرقيون
•القبائل البيضانية في الحوض والساحل الموريتاني
•كتاب تنواجيو
• كتاب البرابيش